# Kermit (protocole)
 (juillet 2018).
Si vous disposez d'ouvrages ou d'articles de référence ou si vous connaissez des sites web de qualité traitant du thème abordé ici, merci de compléter l'article en donnant les références utiles à sa vérifiabilité et en les liant à la section « Notes et références ».
Pour les articles homonymes, voir Kermit.
Kermit est un protocole de transfert de fichiers avec contrôle d'erreur. C'est aussi un programme qui faisait de l'émulation de terminal, permettait le transfert de fichiers et la conversion de jeux de caractères via ligne série. Il fut développé en 1981 à l'université Columbia et fut très utilisé au début des années 1980 car il permettait de transférer des fichiers entre de très nombreux types de machines allant des systèmes à microprocesseur utilisant le système CP/M aux mainframes utilisant des systèmes d'exploitation propriétaires.
Ce protocole cesse d'être géré par l'université Columbia à partir du 1er juillet 2011 et devient un projet indépendant .